# Monika Martin

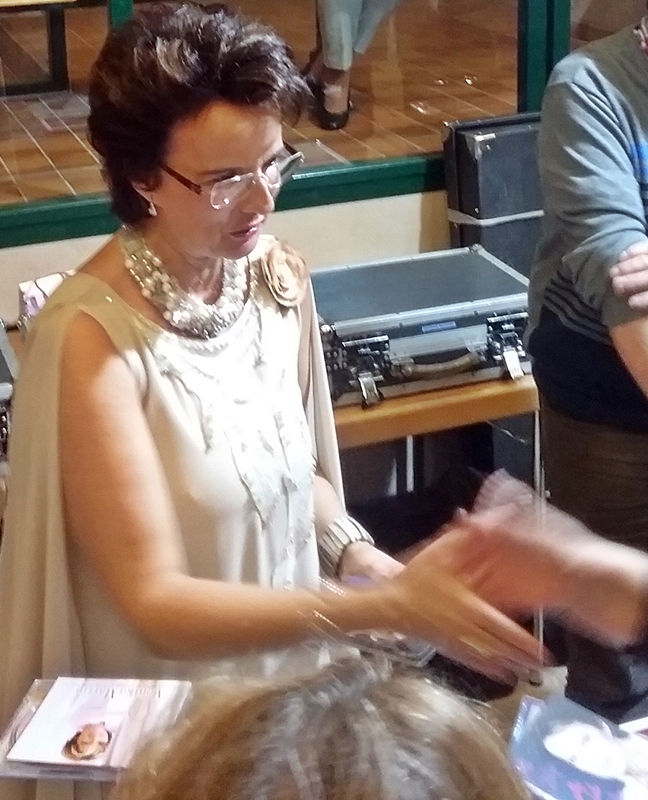
Monika Martin, 2017

Monika Martin (* 7. Mai 1962 in Graz; bürgerlich: Ilse Bauer) ist eine österreichische Schlagersängerin der volkstümlichen Musik und Kunsthistorikerin.

## Herkunftsfamilie
Ilse Bauer ist – ohne Geschwister – aufgewachsen bei ihrer Mutter Elisabeth Bauer und ihrem Stiefvater Rudolf. Sie wollte Musikerin werden, er war Stadtbaumeister in Graz. Ihren leiblichen Vater hat sie nie getroffen, kurz vor einem vereinbarten Treffen starb er 1986 bei einem Verkehrsunfall.

## Kunstgeschichte / Mittelschullehrerin
Nach ihrer Matura 1981 an der Kunstgewerbeschule Graz studierte Ilse Bauer ab demselben Jahr Kunstgeschichte und Volkskunde an der Karl-Franzens-Universität Graz. Sie forschte und schrieb 4 Jahre lang über Leben und Werk des Baumeisters Georg Hauberrisser den Älteren und promovierte damit 1990 zum Dr. phil.
Sie unterrichtete Bildnerische Erziehung und Werken von 1990–1996 am Mädchengymnasium der Ursulinen in Graz und von 1996–2000 am Bundesoberstufenrealgymnasium Feldbach.

## Gesang
Ab 1982 studierte Ilse Bauer zwei Jahre Sologesang an der Musikhochschule Graz. Später war Univ.-Prof. Elisabeth Batrice privat ihre Gesanglehrerin.
Von 1986 bis 1992 war sie Leadsängerin der Tanzband „Heart Breakers“ aus Nestelbach bei Graz und nahm mit der Gruppe 1990 die CD „Dafür dank’ ich dir“ auf.
1995 erhielt sie einen eigenen Plattenvertrag, bei dem beide Seiten ihren Künstlernamen Monika Martin vereinbarten. Mit dem Lied „La Luna Blu“ gelang ihr 1996 ihr erster Hit. Der Titel erreichte beim Grand Prix der Volksmusik 1996 in der österreichischen Vorentscheidung Platz zwei, international Platz sechs. Beim Grand Prix der Volksmusik 1997 erreichte sie mit dem Titel „Immer nur Sehnsucht“ erneut den zweiten Platz bei der österreichischen Vorentscheidung, international wiederum Platz sechs.
Im Jänner 1998 wurde sie Siegerin der Superhitparade im ZDF. Ihr Titel „Klinge mein Lied“ erreichte 1999 Gold-Status. 2000 nahm sie mit dem Nockalm Quintett den Titel „My Love“ und 2001 mit Karel Gott den Titel „Lass die Träume nie verloren geh’n“ auf. Beide Titel wurden ebenfalls Hits. Am 17. Juni 2006 belegte sie mit ihrem Lied „Heute fühl ich mich wie zwanzig“ den dritten Platz der österreichischen Vorentscheidung zum Grand Prix der Volksmusik 2006. Beim Grand Prix der Volksmusik 2006 wurde Monika Martin hinter Rudy Giovannini & Belsy, Vincent & Fernando und Claudia & Alexx Vierte. Eine der ersten Auswirkungen dieser Weiterentwicklung war die Nominierung zum ECHO 2006, einem deutschen Musikpreis, bei dem die reinen Verkaufszahlen der internationalen Charts den Interpreten die Nominierung verschaffen. Da Monika Martin die einzige Frau unter den ECHO-Nominierten in der Kategorie „Volkstümlich“ war, ist sie somit derzeit die erfolgreichste Solistin der volkstümlichen Musik.
Monika Martin wurde im September 2006 mit der Goldenen Stimmgabel ausgezeichnet. Am 13. Jänner 2007 erhielt sie die Krone der Volksmusik und im September 2008 eine Auszeichnung für eine Million verkaufte Tonträger.

## Diskografie

### Alben
| Jahr | Titel                                         | Höchstplatzierung, Gesamtwochen, AuszeichnungChartplatzierungen (Jahr, Titel, Platzierungen, Wochen, Auszeichnungen, Anmerkungen) | Höchstplatzierung, Gesamtwochen, AuszeichnungChartplatzierungen (Jahr, Titel, Platzierungen, Wochen, Auszeichnungen, Anmerkungen) | Höchstplatzierung, Gesamtwochen, AuszeichnungChartplatzierungen (Jahr, Titel, Platzierungen, Wochen, Auszeichnungen, Anmerkungen) | Anmerkungen                                                               |
| Jahr | Titel                                         | DE | AT | CH | Anmerkungen                                                               |
| ---- | --------------------------------------------- | --- | --- | --- | ------------------------------------------------------------------------- |
| 1990 | Dafür dank ich dir                            | — | — | — | Erstveröffentlichung: 1990 als Heart Breakers mit Dr. Ilse Bauer          |
| 1996 | La luna blu                                   | — | AT— GoldAT | — | Erstveröffentlichung: 8. Februar 1996                                     |
| 1997 | Immer nur Sehnsucht                           | — | — | — | Erstveröffentlichung: 1. September 1997                                   |
| 1999 | Klinge mein Lied                              | — | AT15 Gold · (12 Wo.)AT | — | Erstveröffentlichung: 5. Januar 1999                                      |
| 2000 | Mein Liebeslied                               | — | AT17 (9 Wo.)AT | — | Erstveröffentlichung: 14. Februar 2000                                    |
| 2001 | Napoli adieu                                  | DE62 (4 Wo.)DE | AT11 (10 Wo.)AT | — | Erstveröffentlichung: 13. April 2001                                      |
| 2001 | Drei Stimmen d’amour                          | — | AT35 (6 Wo.)AT | — | Erstveröffentlichung: 19. Oktober 2001 mit Mara Kayser und Francine Jordi |
| 2002 | Mein Gefühl                                   | DE51 (3 Wo.)DE | AT6 (13 Wo.)AT | — | Erstveröffentlichung: 8. März 2002                                        |
| 2002 | Stilles Gold – Das Beste von Monika Martin    | — | AT31 (15 Wo.)AT | — | Erstveröffentlichung: 4. November 2002                                    |
| 2003 | Himmel aus Glas                               | DE53 (3 Wo.)DE | AT11 (13 Wo.)AT | — | Erstveröffentlichung: 28. Juli 2003                                       |
| 2004 | Eine Liebe reicht für zwei                    | DE83 (2 Wo.)DE | AT11 (12 Wo.)AT | — | Erstveröffentlichung: 7. Juni 2004                                        |
| 2004 | Ave Maria – Lieder zur stillen Zeit           | — | AT53 (4 Wo.)AT | — | Erstveröffentlichung: 1. November 2004                                    |
| 2005 | Schmetterling d’amour                         | DE81 (2 Wo.)DE | AT25 (14 Wo.)AT | — | Erstveröffentlichung: 4. Juli 2005                                        |
| 2006 | Heute fühl ich mich wie zwanzig               | DE58 (2 Wo.)DE | AT10 Gold · (13 Wo.)AT | CH69 (1 Wo.)CH | Erstveröffentlichung: 21. Juli 2006                                       |
| 2007 | Aloha Blue                                    | DE47 (2 Wo.)DE | AT10 Gold · (11 Wo.)AT | CH95 (2 Wo.)CH | Erstveröffentlichung: 15. Juni 2007                                       |
| 2007 | Sehnsucht nach Dir                            | — | — | — | Erstveröffentlichung: 7. September 2007                                   |
| 2008 | Und ewig ruft die Liebe                       | DE26 (3 Wo.)DE | AT6 (10 Wo.)AT | CH62 (3 Wo.)CH | Erstveröffentlichung: 4. Juli 2008                                        |
| 2008 | Erhebet die Herzen                            | — | AT53 (4 Wo.)AT | — | Erstveröffentlichung: 31. Oktober 2008                                    |
| 2009 | Du hast mich geküsst                          | DE51 (2 Wo.)DE | AT21 (5 Wo.)AT | CH94 (1 Wo.)CH | Erstveröffentlichung: 18. September 2009                                  |
| 2010 | Das Beste von Monika Martin – ganz persönlich | DE57 (2 Wo.)DE | AT17 (9 Wo.)AT | CH84 (1 Wo.)CH | Erstveröffentlichung: 5. März 2010                                        |
| 2010 | Wir dürfen träumen davon                      | DE62 (2 Wo.)DE | AT24 (7 Wo.)AT | CH84 (1 Wo.)CH | Erstveröffentlichung: 15. Oktober 2010                                    |
| 2012 | Ein Leben lang vielleicht                     | DE64 (1 Wo.)DE | AT14 (5 Wo.)AT | — | Erstveröffentlichung: 27. Januar 2012                                     |
| 2013 | Hinter jedem Fenster                          | DE21 (2 Wo.)DE | AT12 (7 Wo.)AT | — | Erstveröffentlichung: 5. April 2013                                       |
| 2015 | Mit dir                                       | DE13 (5 Wo.)DE | AT6 Gold · (8 Wo.)AT | CH35 (2 Wo.)CH | Erstveröffentlichung: 27. März 2015                                       |
| 2016 | Sehnsucht nach Liebe                          | DE8 (3 Wo.)DE | AT2 (5 Wo.)AT | CH36 (1 Wo.)CH | Erstveröffentlichung: 30. September 2016                                  |
| 2018 | Für immer                                     | DE7 (2 Wo.)DE | AT6 (5 Wo.)AT | CH16 (1 Wo.)CH | Erstveröffentlichung: 11. Mai 2018                                        |
| 2019 | Ich liebe dich                                | DE8 (3 Wo.)DE | AT7 (5 Wo.)AT | CH12 (2 Wo.)CH | Erstveröffentlichung: 2. August 2019                                      |
| 2020 | Ganz still                                    | DE5 (1 Wo.)DE | AT6 (2 Wo.)AT | CH24 (1 Wo.)CH | Erstveröffentlichung: 30. Oktober 2020                                    |
| 2021 | 25 Jahre – ihre größten Erfolge               | DE7 (1 Wo.)DE | AT4 (5 Wo.)AT | CH49 (1 Wo.)CH | Erstveröffentlichung: 4. Juni 2021                                        |
| 2022 | Die große Geburtstagsedition                  | DE17 (1 Wo.)DE | AT26 (1 Wo.)AT | — | Erstveröffentlichung: 6. Mai 2022                                         |
| 2023 | Diese Liebe schickt der Himmel                | DE5 (1 Wo.)DE | AT4 (2 Wo.)AT | CH33 (1 Wo.)CH | Erstveröffentlichung: 26. Mai 2023                                        |
| 2023 | Best of                                       | DE31 (1 Wo.)DE | AT27 (1 Wo.)AT | — | Erstveröffentlichung: 10. November 2023                                   |

### Singles
- 1996: La Luna Blu
- 1998: Klinge mein Lied
- 2000: Gib einem Kind Deine Hand
- 2000: Schweige mein Herz
- 2000: My Love (mit dem Nockalm Quintett)
- 2001: Napoli adieu
- 2002: Hast du heute schon gelächelt
- 2004: Eine Liebe reicht für zwei
- 2005: Ich träum mich heute Nacht in deine Arme
- 2006: Heute fühl ich mich wie zwanzig
- 2008: Mozartgasse 10
- 2013: Angelo
- 2015: Die neue Wirklichkeit
- 2019: Glaub an die Liebe

### Videoalben
- 2005: Meine Lieder, meine Träume

## Auszeichnungen
- 2019: Goldenes Ehrenzeichen des Landes Steiermark[4]